# Huron—Bruce (circonscription provinciale)
Circonscription électorale provinciale du Canada
Huron—Bruce (auparavant Huron) est une circonscription provinciale de l'Ontario représentée à l'Assemblée législative de l'Ontario depuis 1987.

## Géographie
La circonscription est située dans le sud de l'Ontario, sur les rives du Lac Huron. Les entités municipales formant la circonscription sont Saugeen Shores, Kincardine, South Huron, Brockton, Huron East, Central Huron, Goderich, Bluewater, Huron-Kinloss et South Bruce.
Les circonscriptions limitrophes sont Bruce—Grey—Owen Sound, Lambton—Kent—Middlesex et Perth—Wellington.

## Historique
| Législature | Années        | Député        | Député | Parti |
| ----------- | ------------- | ------------- | --- | --- |
| Huron—Bruce |               |               | | |
| 19e         | 1934-1937     |               | Charles Robertson                                                                                               | Libéral |
| 20e         | 1937-1940     |               | Charles Robertson                                                                                               | Libéral |
| 20e         | 1940-1943     |               | Circonscription vacante Décès de Robertson en 1940, aucune élection partielle déclenchée en raison de la guerre | Circonscription vacante Décès de Robertson en 1940, aucune élection partielle déclenchée en raison de la guerre |
| 21e         | 1943-1945     |               | John William Hanna                                                                                              | Progressiste-conservateur                                                                                       |
| 22e         | 1945-1948     |               | John William Hanna                                                                                              | Progressiste-conservateur                                                                                       |
| 23e         | 1948-1951     |               | John William Hanna                                                                                              | Progressiste-conservateur                                                                                       |
| 24e         | 1951-1955     |               | John William Hanna                                                                                              | Progressiste-conservateur                                                                                       |
| 25e         | 1955-1959     |               | John William Hanna                                                                                              | Progressiste-conservateur                                                                                       |
| 26e         | 1959-1962     |               | John William Hanna                                                                                              | Progressiste-conservateur                                                                                       |
| 26e         | 1962-1963     |               | Murray Gaunt | Libéral |
| 27e         | 1963-1967     |               | Murray Gaunt | Libéral |
| 28e         | 1967-1971     |               | Murray Gaunt | Libéral |
| 29e         | 1971-1975     |               | Murray Gaunt | Libéral |
| 30e         | 1975-1977     |               | Murray Gaunt | Libéral |
| 31e         | 1977-1981     |               | Murray Gaunt | Libéral |
| 32e         | 1981-1985     | Murray Elston | | Libéral |
| 33e         | 1985-1987     | Murray Elston | | Libéral |
| Huron       |               |               | | |
| 34e         | 1987-1990     |               | John Riddell | Libéral |
| 37e         | 1990-1995     |               | Paul Klopp | Néo-démocrate                                                                                                   |
| 37e         | 1995-1999     |               | Helen Johns (en)                                                                                                | Progressiste-conservateur                                                                                       |
| Huron—Bruce |               |               | | |
| 37e         | 1999-2003     |               | Helen Johns (en)                                                                                                | Progressiste-conservateur                                                                                       |
| 38e         | 2003-2007     |               | Carol Mitchell                                                                                                  | Libéral |
| 39e         | 2007-2011     |               | Carol Mitchell                                                                                                  | Libéral |
| 40e         | 2011-2014     |               | Lisa Thompson                                                                                                   | Progressiste-conservateur                                                                                       |
| 41e         | 2014-2018     |               | Lisa Thompson                                                                                                   | Progressiste-conservateur                                                                                       |
| 42e         | 2018-2022     |               | Lisa Thompson                                                                                                   | Progressiste-conservateur                                                                                       |
| 43e         | 2022–2025     |               | Lisa Thompson                                                                                                   | Progressiste-conservateur                                                                                       |
| 44e         | 2025–en cours |               | Lisa Thompson                                                                                                   | Progressiste-conservateur                                                                                       |

## Circonscription fédérale
Depuis les élections provinciales ontariennes du 4 octobre 2007, l'ensemble des circonscriptions provinciales et des circonscriptions fédérales sont identiques.